# Tupolev Tu-91
Le Tupolev Tu-91 (en russe : Туполев Ту-91) est un prototype d'avion militaire de la guerre froide, fabriqué en Union soviétique par Tupolev.